# 오니시 아야카
오니시 아야카(일본어: 大西 礼芳, 1990년 6월 29일 ~ )는 일본의 배우이다.